# Pakistans flagga

Pakistans handelsflagga

Pakistans örlogsflagga har proportionerna 1:2

Den flagga som Pakistans president använder

Pakistans flagga är grön med en halvmåne och en stjärna i vitt, samt ett vitt vertikalt fält vid den inre kanten. Flaggan antogs i samband med självständigheten 1947 och har proportionerna 2:3.

## Symbolik
Den gröna färgen, halvmånen och stjärnan är traditionella symboler för islam. I den pakistanska flaggan står grönt för den muslimska majoriteten av befolkningen. Vitt står för landets icke-muslimska minoriteter, och halvmånen och stjärnan står för framsteg respektive ljus.

## Historik
Flaggan bygger på den flagga som användes av All India Muslim League, den organisationen som kämpade för en självständig muslimsk statsbildning på den indiska subkontinenten efter den brittiska erans slut. Rörelsens ledare Muhammed Ali Jinnah skapade nationsflaggan genom att införa det vita fältet i organisationens flagga. Den konstituerande församlingen godkände flaggan som den blivande republikens flagga den 11 augusti 1947, tre dagar innan staten Pakistan utropades den 14 augusti.

## Övriga flaggor
Pakistans handelsflagga bygger på den brittiska handelsflaggan red ensign. Örlogsflaggan till havs är en mer avlång version av nationsflaggan. Presidentens flagga har en utformning som påminner om nationsflaggans, fast med ett emblem i mitten i guld med landets namn på urdu och en halvmåne och en stjärna omgivna av lagerkransar.

## Flaggdagar
De allmänna flaggdagarna i Pakistan är:

| Datum       | Orsak                                                                                     |
| ----------- | ----------------------------------------------------------------------------------------- |
| 23 mars     | Det datum då Lahoreresolutionen antogs 1940 och då den islamska republiken utropades 1956 |
| 14 augusti  | Självständighetsdagen (1947)                                                              |
| 25 december | Muhammad Ali Jinnahs födelsedag (1876)                                                    |

Dessutom flaggas på halv stång under följande dagar:
| Datum        | Orsak                                                  |
| ------------ | ------------------------------------------------------ |
| 21 april     | Årsdagen av nationalskalden Muhammad Iqbals död 1938   |
| 8 juli       | Årsdagen av Fatima Jinnahs död 1967                    |
| 11 september | Årsdagen av Muhammad Ali Jinnahs död 1948              |
| 16 oktober   | Årsdagen av premiärminister Liaquat Ali Khans död 1951 |